# Héctor Giménez
Héctor Eliner Carrasco Giménez (San Felipe, estado Yaracuy; 28 de septiembre de 1982) es un beisbolista profesional venezolano que fue receptor en las Grandes Ligas de Béisbol (MLB) para los Chicago White Sox, los Houston Astros y los Angeles Dodgers. En Venezuela jugó para los Navegantes del Magallanes y Tigres de Aragua, logrando cuatro campeonatos en la LIga Venezolana de Béisbol Profesional.

## Carrera profesional

### Houston Astros
Giménez fue firmado por los Astros de Houston como agente libre amateur en 1999,por la labor del cazatalentos Andrés Reiner. . Pasó dos años en la Liga de Verano de Venezuela con el Venoco (VSL) antes de unirse al sistema de ligas menores de los Astros de Estados Unidos. En un momento, Giménez fue clasificado como el mejor receptor defensivo en el sistema de los Astros de Houston, según Baseball America. 
En 2004, bateó .247 en 109 juegos con 7 jonrones y 54 carreras impulsadas, eliminó al 38,9% de los corredores que intentaron robar, ocupando el segundo lugar en la Liga de Carolina, Fue nombrado Jugador Defensivo del Mes de Salem en junio. En 2005, lideró a los Corpus Christi Hooks con 58 carreras impulsadas y obtuvo los honores All-Star de la Liga de Texas. Bateó .273 (75 de 275) con 8 jonrones y 37 carreras impulsadas en 76 juegos para el Round Rock Express en su primera temporada en el nivel Triple-A en 2006.
Hizo su debut en las Grandes Ligas con los Astros el 25 de septiembre de 2006 ponchándose como bateador emergente contra los Philadelphia Phillies. Hizo otra aparición en las mayores, también como bateador emergente, contra los Piratas de Pittsburgh el 27 de septiembre y solo despachó un roletazo al campocorto.
El 26 de febrero de 2007, Giménez decidió someterse a una cirugía para reparar el manguito rotador desgarrado y, como resultado, se perdió toda la temporada 2007.

### Tampa Bay Rays
El 27 de noviembre de 2007, firmó un contrato de ligas menores con los Tampa Bay Rays que incluía una invitación a los entrenamientos de primavera. Dividió la temporada entre el A+ Vero Beach Devil Rays y el AAA Durham Bulls y luego se convirtió en agente libre al final de la temporada.

### Pittsburgh Pirates
Firmó un contrato de ligas menores con los Piratas de Pittsburgh en enero de 2009 y dividió la temporada entre el AA Altoona Curve y el AAA Indianapolis Indians. En 2010, estuvo con Altoona durante toda la temporada y bateó .305 en 94 juegos con 16 jonrones, su total más alto en cualquiera de sus temporadas profesionales. Fue ascendido a Triple-A el 22 de junio y bateó de manera segura en seis de sus primeros siete juegos. Hizo 12 apariciones en la tercera base, 10 en la primera base y seis como receptor con Indianápolis. También hizo tres apariciones en el jardín izquierdo y acertó 17 de 63 (.270) en 16 juegos como bateador designado.

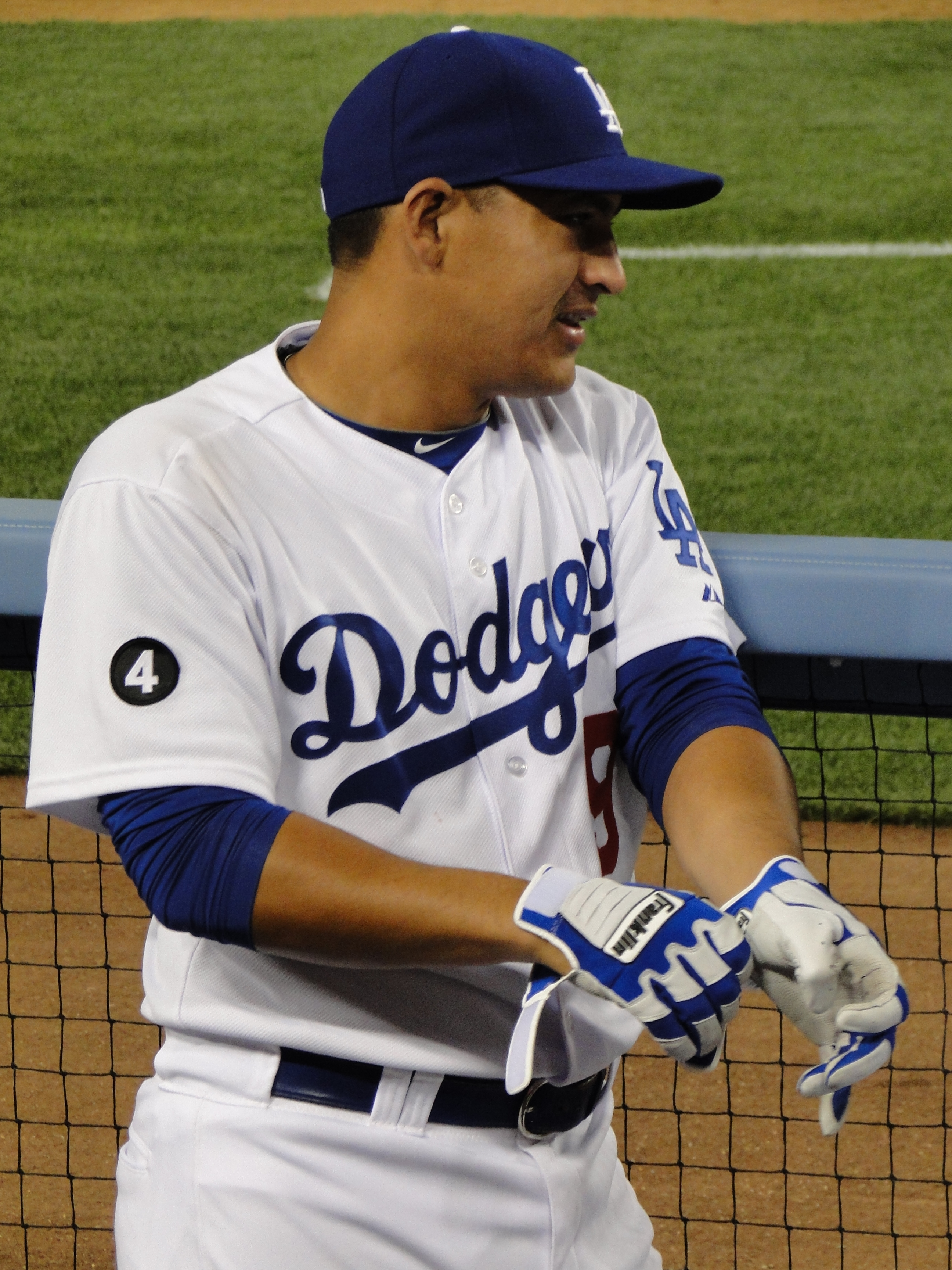
Giménez con los Dodgers en.

### Los Angeles Dodgers
Firmó un contrato de ligas menores con los Angeles Dodgers en noviembre de 2010, pero el 19 de noviembre los propios Dodgers lo compraron y agregaron a su lista de 40 hombres del equipo en Grandes Ligas. Apareció como bateador emergente el 1° de abril de 2011, su primera aparición en las mayores desde 2006 con los Astros. Hizo la primera apertura de su carrera al día siguiente contra los San Francisco Giants, y también registró su primer hit en las Grandes Ligas, un sencillo al jardín izquierdo en la séptima entrada ante Javier López. Con el equipo mayor bateó .143 en 7 turnos al bate. Después de aparecer en cuatro juegos, fue colocado en la lista de lesionados el 10 de abril y se sometió a una cirugía artroscópica de rodilla. Fue activado de la lista de lesionados el 10 de junio y enviado directamente a los AA Chattanooga Lookouts. Participó en 66 juegos con los Lookouts, bateando .286 con 11 jonrones y 54 carreras impulsadas.

### Chicago White Sox
Firmó un contrato de ligas menores con los Chicago White Sox el 15 de enero de 2012. Pasó la mayor parte de la temporada con el Class AAA Charlotte pero también apareció en cinco juegos con el equipo mayor. Los lanzadores de Chicago tenían una efectividad de 0.66 (1 ER/13.2 IP) cuando él estaba detrás del plato. Su contrato fue comprado a Charlotte el 30 de agosto e hizo su debut con los Sox el mismo día en Baltimore, y bateó de 1-1. Su única apertura de la temporada la realizó el 3 de octubre en Cleveland, y se fue de 3-5 con una carrera empujada. Apareció en 47 juegos como receptor, 32 como bateador designado, 20 en primera base y uno en tercera con Charlotte. Eliminó al 43,1% (22-51) de los intentos de robo de bases, bateó un récord de temporada de .301 (22 -73) con 3 jonrones y 8 carreras impulsadas en julio.
En 2013 estuvo por primera vez en la lista del Día Inaugural. Apareció en 23 juegos e hizo 19 aperturas como receptor. Con Giménez detrás del plato, los lanzadores registraron una efectividad de 4.37 (87 ER/179.0 IP) Hizo su primera apertura de la temporada el 6 de abril contra Seattle y se fue en blanco en tres turnos. Conectó su primer jonrón en las Grandes Ligas el 26 de abril contra Tampa Bay. Fue designado para asignación el 5 de julio y transferido directamente a Clase AAA Charlotte. Ese mes fue colocado en la lista de lesionados para someterse a una cirugía en la rodilla izquierda y se perdió el resto de la temporada.

### Toronto Blue Jays

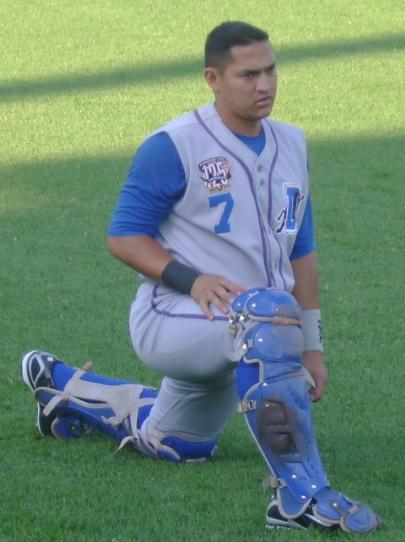
Hector Gimenez en Frontier Field en noviembre de 2008

Giménez fue cambiado a Triple-A Buffalo Bisons en la organización de los Toronto Blue Jays el 25 de mayo de 2014. Fue asignado a los Fisher Cats de New Hampshire Double-A sin jugar para Buffalo. Fue ascendido a Buffalo el 16 de junio y liberado el 14 de julio.

### Milwaukee Brewers
El 16 de julio de 2014, Giménez firmó un contrato de ligas menores con los Cerveceros de Milwaukee.

### Liga venezolana
Giménez inició su carrera profesional en Venezuela al debutar con los Navegantes del Magallanes en la temporada 2000-2001 cuando tenía 18 años de edad. Se mantuvo activo en la Liga Venezolana de Béisbol Profesional durante 18 campañas, y dejó un importante récord de 704 imparables, 412 carreras impulsadas, 353 anotadas y 82 jonrones. Además, fue estelar para los Tigres de Aragua de Buddy Bailey quien obtuvieron tres títulos en cuatro años. (2007-2008 frente a Cardenales de Lara; 2008-2009; frente a Leones del Caracas y 2011-2012 frente a Tiburones de La Guaira). Sumó su cuarto campeonato como refuerzo de Magallanes en la temporada 2012-2013 frente a los Cardenales de Lara.
Además, la defensa fue de unas facetas más destacadas y durante la campaña 2014-15 obtuvo el Guante de Oro en la primera base. Con el madero, fue el primero bateador ambidiestro del circuito en superar los 80 jonrones y se mantiene como el segundo en la historia del circuito, sólo superado por René Reyes (83),

### Liga mexicana
Fichó en 2015 por los Leones de Yucatán de la Liga Mexicana . Se convirtió en agente libre después de la temporada 2016.

## Como técnico
Giménez fue asistente de entrenador de bateo e instructor de receptor de los DSL Rays 1 en 2021.

## Vida personal
- Casado con Sikiu Ortega. Tiene dos hijos: María de Jesús y Héctor Manuel.[2]
- Si bien ha habido muchos jugadores de Grandes Ligas llamados Jiménez, él, Andrés Giménez, y Chris Giménez (hasta 2019) son los únicos que escriben su apellido con "G".[1]